# دره‌گونش
دره‌گونش (به لاتین: Dərəgünəş یا Dədəgünəş) یک منطقه مسکونی در جمهوری آذربایجان است که در شهرستان شماخی واقع شده است.